# Новодарівка
Новода́рівка — село в Україні, у Малинівській сільській громаді Пологівського району Запорізької області. Населення становить 5 осiб (2021).

## Географія
Село Новодарівка розташоване за 153 км від обласного центру та 77 км від районного центру. Найближчі села: Новопіль (Донецька область) (2 км) та Приютне (5 км). Селом тече пересихаючий струмок із загатою.

## Історія
До 2018 року орган місцевого самоврядування — Приютненська сільська рада. 12 червня 2020 року, відповідно до Розпорядження Кабінету Міністрів України від № 713-р «Про визначення адміністративних центрів та затвердження територій територіальних громад Запорізької області», село увійшло до складу Малинівської сільської громади.
19 липня 2020 року, в результаті адміністративно-територіальної реформи та ліквідації Гуляйпільського району, село увійшло до складу Пологівського району.
У березні 2022 року село під час російського вторгнення в Україну було тимчасово окуповане ЗС РФ. 4 червня 2023 року під час оборонної операції спільними діями механізованого підрозділу та зведеним підрозділом Запорізької окремої бригади територіальної оборони  село Новодарівка було звільнено від російських окупантів.
За весь час існування Новодарівка пережила дві світові війни та понад рік окупації, під час повномасштабного вторгнення в Україну, російські окупанти село знищили вщент.
11 червня 2023 року, в ході українського контрнаступу на Таврійському напрямку, російські окупаційні війська підірвали дамбу в районі селища, що призвело до затоплення вздовж берегів річки Мокрі Яли.
15 березня 2024 року військовослужбовці РФ здійснили 192 артудари по території Гуляйполя, Роботиного, Новодарівки, Малинівки, Малої Токмачки, Новоданилівки, Темирівки, Долинки, Вербового та Червоного.

## Населення
Згідно з переписом УРСР 1989 року чисельність наявного населення села становила 85 осіб, з яких 35 чоловіків та 50 жінок.
За переписом населення України 2001 року в селі мешкало 48 осіб.

### Мова
Розподіл населення за рідною мовою за даними перепису 2001 року:
| Мова       | Відсоток |
| ---------- | -------- |
| українська | 86,27 %  |
| російська  | 11,76 %  |
| інші       | 1,97 %   |